# 衛藤恵子
衛藤 恵子（えとう けいこ、1953年1月11日 - 2021年7月）は、日本の作曲家。

## 経歴
宮崎市に生まれ、当初は声楽を学ぶ。1979年にウィーン国立音楽大学に留学し、ロベルト・ショルムとハインリッヒ・ガッターマイヤーに師事する。1987年に初めてウィーンで演奏会を開催した。卒業後に帰国したが、1995年に再びウィーン音楽大学の大学院に留学し、エーリッヒ・ウァバンナーに師事し、1996年に修士課程を修了。

## 主要作品
- サクソフォーン四重奏のための「ウィーンからの便り」（1987年）
- オーケストラのための「KAGURA」（1994年）
- 4台のピアノのための「ふるさとを想う」（2000年）
- メゾソプラノとピアノのための「私の目、Mein Auge」（2002年）
- 弦楽四重奏のための「演奏会用作品: Konzertstück」（2003年）
- フルートのための「演奏会用作品: Konzertstück」（2003年）
- ピアノのための「二つの花曲」（2003年）　JFC

## リンク
- 国際芸術連盟
- 九州作曲家協会